# 고자카이역
고자카이역(일본어: 小坂井駅)은 일본 아이치현 도요카와시에 위치한 도카이 여객철도 이다선의 철도역이다. 상대식 승강장 2면 2선의 구조를 갖춘 지상역이다.

## 이용 현황
| 연도     | 하루 평균 | 연도     | 하루 평균 | 연도     | 하루 평균 |
| 1950년도 | 1,904     | 1976년도 | 977       | 2002년도 | 462       |
| 1951년도 | 2,535     | 1977년도 | 905       | 2003년도 | 452       |
| 1952년도 | 2,399     | 1978년도 | 859       | 2004년도 | 454       |
| 1953년도 | 2,431     | 1979년도 | 810       | 2005년도 | 462       |
| 1954년도 | 2,112     | 1980년도 | 878       | 2006년도 | 437       |
| 1955년도 | 1,058     | 1981년도 | 831       | 2007년도 | 438       |
| 1956년도 | 1,019     | 1982년도 | 700       | 2008년도 | 426       |
| 1957년도 | 1,110     | 1983년도 | 644       | 2009년도 | 394       |
| 1958년도 | 1,120     | 1984년도 | 577       | 2010년도 | 410       |
| 1959년도 | 1,220     | 1985년도 | 549       |          |           |
| 1960년도 | 1,254     | 1986년도 | 564       |          |           |
| 1961년도 | 1,286     | 1987년도 | 586       |          |           |
| 1962년도 | 1,352     | 1988년도 | 622       |          |           |
| 1963년도 | 1,410     | 1989년도 | 605       |          |           |
| 1964년도 | 1,339     | 1990년도 | 636       |          |           |
| 1965년도 | 1,419     | 1991년도 | 652       |          |           |
| 1966년도 | 1,414     | 1992년도 | 657       |          |           |
| 1967년도 | 1,435     | 1993년도 | 662       |          |           |
| 1968년도 | 1,406     | 1994년도 | 659       |          |           |
| 1969년도 | 1,316     | 1995년도 | 617       |          |           |
| 1970년도 | 1,304     | 1996년도 | 600       |          |           |
| 1971년도 | 1,283     | 1997년도 | 598       |          |           |
| 1972년도 | 1,190     | 1998년도 | 593       |          |           |
| 1973년도 | 1,125     | 1999년도 | 532       |          |           |
| 1974년도 | 1,148     | 2000년도 | 523       |          |           |
| 1975년도 | 1,025     | 2001년도 | 489       |          |           |
| -------- | --------- | -------- | --------- | -------- | --------- |

### 화물
| 연도     | 발송    | 도착    | 연도     | 발송    | 도착    |
| 1950년도 | 4,686t  | 6,529t  | 1965년도 | 16,309t | 9,774t  |
| 1951년도 | 6,484t  | 6,206t  | 1966년도 | 20,357t | 47,193t |
| 1952년도 | 8,059t  | 5,361t  | 1967년도 | 31,725t | 66,647t |
| 1953년도 | 8.753t  | 7,098t  | 1968년도 | 33,475t | 54,026t |
| 1954년도 | 8,119t  | 5,518t  | 1969년도 | 34,863t | 60,401t |
| 1955년도 | 7,524t  | 4,806t  | 1970년도 | 30,566t | 59,829t |
| 1956년도 | 9,084t  | 5,330t  | 1971년도 | 22,911t | 48,624t |
| 1957년도 | 15,081t | 5,088t  | 1972년도 | 9,413t  | 47,681t |
| 1958년도 | 10,061t | 5,646t  | 1973년도 | 12,959t | 35,275t |
| 1959년도 | 13,417t | 8,064t  | 1974년도 | 5,977t  | 35,440t |
| 1960년도 | 26,033t | 16,641t | 1975년도 | 5,781t  | 23,129t |
| 1961년도 | 40,496t | 13,215t | 1976년도 | 5,723t  | 5,911t  |
| 1962년도 | 21,258t | 15,779t | 1977년도 | 12,953t | 482t    |
| 1963년도 | 42,093t | 12,145t | 1978년도 | 10,262t | -       |
| 1964년도 | 20,263t | 12,842t | 1979년도 | 3,866t  | -       |
| -------- | ------- | ------- | -------- | ------- | ------- |

## 역 주변
- 도요카와 시 고자카이 지소
- 국도 제1호선
- 국도 제151호선

## 역사
- 1898년 3월 13일 : 도요카와 철도의 역으로서 개업. 여객 · 화물영업과 함께 행하는 일반역이었다.
- 1926년 4월 1일 : 아이치 전기 철도 도요하시 선의 고자카이 역이 개업.
- 1927년 6월 1일 : 아이치 전기 철도 도요하시 선 이나 · 요시다 (현 · 도요하시)간 개업에 수반해, 이나 · 고자카이 간은 고자카이 지선으로 한다.
- 1943년 8월 1일 : 도요카와 철도의 국유화에 수반해, 국철 이다선의 역이 된다.
- 1954년 12월 25일 : 메이테쓰 고자카이 지선 폐지.
- 1963년 12월 17일 : 히라이 신호장을 구내로 통합.
- 1971년 12월 1일 : 취급하는 화물의 대상을 전용선 발착의 차급화물로 축소. 하물의 취급에 대해서는 폐지.
- 1979년 3월 31일 : 차급화물의 취급 화물을 전면 폐지.
  - 고자카이 역에 관한 화물수송에는, 인접하는 콘크리트 공장으로부터의 콘크리트 제품의 수송이 있다.
- 1987년 4월 1일 : 일본국유철도 분할 민영화에 의해, 도카이 여객철도가 승계.
- 1992년 2월 1일 : 야간 무인화.
- 1999년 3월 1일 : 무인화.
- 2002년 2월 19일 : 신역사 완공.
- 2010년 3월 13일 : TOICA의 이용이 가능하다.

## 인접 역
| 도카이 여객철도 이다선 | 도카이 여객철도 이다선     | 도카이 여객철도 이다선 |
| ---------------------- | -------------------------- | ---------------------- |
| 도요하시 도요하시 방면 | ■ 쾌속 · ■ 보통 (속달열차) | 우시쿠보 다쓰노 방면   |
| 시모지 도요하시 방면   | ■ 보통 (각 역 정차)        | 우시쿠보 다쓰노 방면   |